# Đạo diễn trần trụi
Đạo diễn trần trụi (tiếng Nhật: 全裸監督; Hepburn: Zenra Kantoku; tiếng Anh: The Naked Director) là một loạt phim truyền hình trực tuyến hài - chính kịch bán tiểu sử của Nhật Bản do Masaharu Take đạo diễn chính. Phim có nội dung dựa trên tiểu thuyết phi hư cấu Zenra Kantoku Muranishi Toru Den (全裸監督 村西とおる伝) của Nobuhiro Motohashi, kể về câu chuyện của một đạo diễn phim khiêu dâm người Nhật Toru Muranishi. Mùa đầu tiên của bộ phim đã được công chiếu lần đầu trên Netflix vào ngày 8 tháng 8 năm 2019, với sự tham gia của Takayuki Yamada trong vai Muranishi, cùng với Shinnosuke Mitsushima và Tetsuji Tamayama. Vào ngày 15 tháng 8 năm 2019, Netflix đã lên kế hoạch sản xuất phần tiếp theo của loạt phim, công chiếu sau đó vào ngày 24 tháng 6 năm 2021.

## Tổng quát
Đạo diễn trần trụi là câu chuyện về cuộc đời bất thường và đầy kịch tính của Muranishi với các tham vọng lớn cũng như những thành công ngoạn mục và bước lùi đáng kể trong nỗ lực của anh nhằm đưa ngành công nghiệp khiêu dâm của Nhật Bản phát triển thành một đế chế.

## Diễn viên và nhân vật
- Takayuki Yamada trong vai Toru Muranishi
- Shinnosuke Mitsushima trong vai Toshi Arai
- Tetsuji Tamayama trong vai Kenji Kawada
- Ryo Ishibashi trong vai Eigo Ikezawa, người đứng đầu một công ty nội dung khiêu dâm
- Lily Franky trong vai Michiro Takei, một viên cảnh sát cấp cao
- Misato Morita trong vai Megumi Sahara/Kaoru Kuroki
- Jun Kunimura trong vai Iori Furuya, người đứng đầu băng đảng Furuya của Hiệp hội Tosho của yakuza
- Takenori Goto trong vai "Rugby" Goto
- Tokio Emoto trong vai Kosuke Mitamura
- Sairi Ito trong vai Junko Koseda
- Koyuki trong vai Kayo Sahara, mẹ của Megumi
- Kimiko Yo trong vai Kozue Muranishi, mẹ của Toru
- Pierre Taki trong vai Atsushi Wada
- Mariya Nishiuchi trong vai Sayaka
- Yuri Tsunematsu trong vai Miyuki Chiba/Mariko Nogi
- Nanami Kawakami trong vai Miku
- Ami Tomite trong vai Naoko Yamamoto
- Yuka Masuda trong vai Roma Edogawa
- Shô Kasamatsu trong vai Ogiwara, một trong những tay sai của Iori Furuya
- Takato Yonemoto trong vai Jimmy
- Itsuji Itao trong vai Ono
- Tsuyoshi Ihara trong vai Koichi Umino, CEO của Satellite East
- Renji Ishibashi trong vai Watabe, CEO của tập đoàn Satellite East
- Rie Miyazawa trong vai bà Takamiya, người kế nhiệm Tập đoàn Takamiya
- Eisaku Yoshida trong vai Akira Honda
- Jade Albany Pietrantonio vai Allison Mandy (mùa 1)
- Ruri Shinato trong vai Sachiko (vợ đầu của Toru Muranishi)

## Danh sách tập phim
| Mùa | Mùa | Số tập | Số tập | Phát hành gốc       | Phát hành gốc       |
| --- | --- | ------ | ------ | ------------------- | ------------------- |
|     | 1   | 8      | 8      | 8 tháng 8 năm 2019  | 8 tháng 8 năm 2019  |
|     | 2   | 8      | 8      | 24 tháng 6 năm 2021 | 24 tháng 6 năm 2021 |

### Mùa 1 (2019)
| TT. tổng thể | TT. trong mùa phim | Tiêu đề                    | Đạo diễn      | Biên kịch                                                  | Ngày phát sóng gốc |
| --- | ------------------ | -------------------------- | ------------- | ---------------------------------------------------------- | ------------------ |
| 1 | 1                  | "Mặt thầm kín"             | Masaharu Take | Yoshitatsu Yamada, Eiji Uchida, Kosuke Nishi & Kana Yamada | 8 tháng 8 năm 2019 |
| Công việc của Muranishi gặp sóng gió khi doanh số bán bách khoa toàn thư tháng vừa qua vẫn ảm đạm. Nhưng đúng lúc anh bắt đầu kiếm được tiền, cuộc đời anh lại sụp đổ.     |                    |                            |               |                                                            |                    |
| 2 | 2                  | "Không che"                | Eiji Uchida   | Yoshitatsu Yamada, Kosuke Nishi & Kana Yamada              | 8 tháng 8 năm 2019 |
| Muranishi và Toshi chuyển sang bán tạp chí khiêu dâm, bắt đầu chuỗi hiệu sách của riêng họ ở Hokkaido. Nhưng thành công của họ lại thu hút sự chú ý không mong muốn.       |                    |                            |               |                                                            |                    |
| 3 | 3                  | "Khuấy đảo"                | Masaharu Take | Eiji Uchida, Yoshitatsu Yamada & Kosuke Nishi              | 8 tháng 8 năm 2019 |
| Sau khi phải sống chui lủi ở Tokyo, Muranishi và Toshi bị bắt giữ ở Sapporo. Khi ra tù, họ tái hợp với Kawada với một mục tiêu mới: làm video.                             |                    |                            |               |                                                            |                    |
| 4 | 4                  | "Làm thật"                 | Eiji Uchida   | Yoshitatsu Yamada & Kosuke Nishi                           | 8 tháng 8 năm 2019 |
| Furuya nói với nhóm Sapphire rằng Ikezawa và Takei đang hợp tác cùng nhau. Muranishi thuê một nữ diễn viên của Poseidon cho video tiếp theo.                               |                    |                            |               |                                                            |                    |
| 5 | 5                  | "Ra hoa"                   | Masaharu Take | Yoshitatsu Yamada, Eiji Uchida & Kosuke Nishi              | 8 tháng 8 năm 2019 |
| Bị Ikezawa đưa vào danh sách đen và bị ủy ban quản lý chèn ép, Sapphire đang trên bờ vực phá sản. Sau cuộc cãi vã với mẹ, Megumi tìm đến Muranishi.                        |                    |                            |               |                                                            |                    |
| 6 | 6                  | "Vọng tương lớn lao"       | Hayato Kawai  | Kosuke Nishi, Yoshitatsu Yamada & Eiji Uchida              | 8 tháng 8 năm 2019 |
| Muranishi đưa cả đoàn tới Hawaii để thực hiện cảnh quay đầy tham vọng, được ăn cả ngã về không với Allison, một ngôi sao phim người lớn Mỹ. Toshi tìm đến Furuya nhờ vả.   |                    |                            |               |                                                            |                    |
| 7 | 7                  | "Đừng mơ rằng nó kết thúc" | Hayato Kawai  | Kosuke Nishi, Yoshitatsu Yamada & Eiji Uchida              | 8 tháng 8 năm 2019 |
| Đối mặt với án tù 370 năm, Muranishi cần 100 triệu yên để được tại ngoại. Trong khi Toshi và Kawada gặp khó khăn khi kêu gọi vốn, Kaoru đề nghị giúp đỡ.                   |                    |                            |               |                                                            |                    |
| 8 | 8                  | "Cuộc cách mạng tình dục"  | Hayato Kawai  | Kosuke Nishi, Yoshitatsu Yamada & Eiji Uchida              | 8 tháng 8 năm 2019 |
| Quay trở lại Nhật Bản, thời đại Chiêu Hòa sắp kết thúc và Kaoru Kuroki trở thành hiện tượng. Sapphire và Poseidon đang quay loạt video, nhưng có nguy cơ bị dẹp thẳng tay. |                    |                            |               |                                                            |                    |

### Mùa 2 (2021)
| TT. tổng thể | TT. trong mùa phim | Tiêu đề                 | Đạo diễn      | Biên kịch                                     | Ngày phát sóng gốc  |
| --- | ------------------ | ----------------------- | ------------- | --------------------------------------------- | ------------------- |
| 9 | 1                  | "Tình dục như mưa trút" | Masaharu Take | Izumi Kawasaki, Kazuhisa Kotera & Takamasa Oe | 24 tháng 6 năm 2021 |
| Năm 1990, Muranishi đang rất thành công. Khi được người ở ngân hàng đầu tư giới thiệu về ý tưởng truyền hình vệ tinh, anh đã có mục tiêu lớn tiếp theo của mình.   |                    |                         |               |                                               |                     |
| 10 | 2                  | "Nhiều nữa"             | Kôtarô Gotô   | Izumi Kawasaki, Kazuhisa Kotera & Takamasa Oe | 24 tháng 6 năm 2021 |
| Để thu hút vốn cho kênh vệ tinh, Muranishi bắt đầu gấp rút làm video và đẩy lùi các giới hạn, song rốt cuộc anh lại bỏ bê Kaoru – ngôi sao lớn nhất của anh.       |                    |                         |               |                                               |                     |
| 11 | 3                  | "Kim cương thô"         | Kôtarô Gotô   | Izumi Kawasaki, Kazuhisa Kotera & Takamasa Oe | 24 tháng 6 năm 2021 |
| Hãng phim Sapphire đổi tên thành Phim ảnh Diamond cao cấp hơn. Một phụ nữ nhút nhát tên là Miyuki tham gia đợt tuyển diễn viên rồi cuối cùng trội hơn cả Kaoru.    |                    |                         |               |                                               |                     |
| 12 | 4                  | "Giấc mơ của chúng ta"  | Masaharu Take | Izumi Kawasaki, Kazuhisa Kotera & Takamasa Oe | 24 tháng 6 năm 2021 |
| Kaoru hăng hái quảng bá video sắp ra mắt của mình. Umino cuối cùng đã đưa ra phản hồi về thỏa thuận vệ tinh. Miyuki lo sợ trước lần đầu tiên của mình.             |                    |                         |               |                                               |                     |
| 13 | 5                  | "Bong bóng vỡ"          | Kôtarô Gotô   | Izumi Kawasaki, Kazuhisa Kotera & Takamasa Oe | 24 tháng 6 năm 2021 |
| Muranishi đặt cho Miyuki tên mới: Nogi Mariko. Nhưng Diamond đang cạn tiền, và khi bong bóng kinh tế vỡ, họ phải tìm ra nguồn thu mới.                             |                    |                         |               |                                               |                     |
| 14 | 6                  | "Mất kiểm soát"         | Masaharu Take | Izumi Kawasaki, Kazuhisa Kotera & Takamasa Oe | 24 tháng 6 năm 2021 |
| Trong khi nhân viên của Diamond bực tức, Muranishi tuyệt vọng tìm cách trả khoản phí phát sóng vệ tinh tiếp theo và duy trì hoạt động kinh doanh                   |                    |                         |               |                                               |                     |
| 15 | 7                  | "Cú ngã"                | Masaharu Take | Izumi Kawasaki, Kazuhisa Kotera & Takamasa Oe | 24 tháng 6 năm 2021 |
| Kaoru nhập viện. Trước những thay đổi trong ngành, Wada chiêu mộ Toshi, Kawada và Mitamura quay video cho chuỗi cửa hàng của mình. Khoản nợ của Muranishi đến hạn. |                    |                         |               |                                               |                     |
| 16 | 8                  | "Ý chí của đá"          | Masaharu Take | Izumi Kawasaki, Kazuhisa Kotera & Takamasa Oe | 24 tháng 6 năm 2021 |
| Toshi tự giải quyết các vấn đề với yakuza. Các nhân viên khác của Diamond từ từ cũng dứt bỏ và sống tiếp cuộc sống của mình.                                       |                    |                         |               |                                               |                     |

## Sản xuất

### Phát triển
Nhà sản xuất điều hành Kazutaka Sakamoto đã xem Zenra Kantoku Muranishi Toru Den của Nobuhiro Motohashi lần đầu vào năm 2017. Một người bạn đạo diễn của ông đã cố gắng chuyển thể nó thành phim, tuy nhiên sau đó đã từ bỏ và hy vọng Sakamoto có thể biến nó thành hiện thực tại Netflix. Mặc dù bối cảnh câu chuyện chủ yếu diễn ra vào những năm 1980, Netflix kỳ vọng nó sẽ trở nên phổ biến và phù hợp với người xem đương đại, và đó là một câu chuyện hấp dẫn. Sau khi quá trình sản xuất được bật đèn xanh, Sakamoto đã mời Jason George, nhà sản xuất của loạt phim Netflix Narcos làm cố vấn và kiêm cả phần giám sát kịch bản.
Vào ngày 25 tháng 10 năm 2018, có thông báo rằng Netflix đã cho phép sản xuất loạt phim với mùa đầu tiên bao gồm tám tập. Đây cũng là loạt phim đầu tiên của chi nhánh Netflix ở Nhật Bản. Loạt phim này sẽ do Masaharu Take đạo diễn chính và Kosuke Nishi, Yoshitatsu Yamada và Eiji Uchida đồng đạo diễn. Mark Schilling đã tiết lộ rằng với "ngân sách hào phóng", đội ngũ viết kịch bản đã dành gần một năm để hoàn chỉnh phần kịch bản. Tờ Nikkei đưa tin, Đạo diễn trần trụi theo ước tính có kinh phí 100 triệu yên cho mỗi tập, trái ngược với hầu hết các chương trình truyền hình Nhật Bản chỉ có giá vài chục triệu yên mỗi tập.
Take cũng tuyên bố rằng nếu không có Netflix, dự án sẽ không thể thành hiện thực vì khó có thể đưa nó lên truyền hình Nhật Bản. Ông cho biết câu chuyện sẽ là một sự pha trộn giữa hiện thực và hư cấu, như Muranishi đã nói rằng có thể tự do sáng tác các sự kiện nếu muốn miễn là nó thú vị.
Vào ngày 15 tháng 8 năm 2019, Netflix đã lên kế hoạch sản xuất phần tiếp theo của loạt phim, công chiếu sau đó vào ngày 24 tháng 6 năm 2021.

### Tuyển vai
Cùng với thông báo cho việc sản xuất mùa đầu tiên của loạt phim, đã có xác nhận rằng Takayuki Yamada, Shinnosuke Mitsushima và Tetsuji Tamayama sẽ đóng vai chính trong loạt phim.

### Quay phim
Quá trình quay phim chính cho mùa đầu tiên đã diễn ra từ năm 2018. Vào tháng 1 năm 2020, The Nikkei thông báo rằng việc quay phim chính cho mùa hai sẽ bắt đầu vào mùa xuân.

## Phát hành

### Tiếp thị
Vào ngày 25 tháng 6 năm 2019, trailer chính thức của loạt phim đã được phát hành.

## Tiếp nhận
Với việc mô tả loạt phim như một "bộ phim hài tình dục khò khè và tuyến truyện về thế giới ngầm trong [một] câu chuyện về cuộc cách mạng phim khiêu dâm", Brenden Gallagher của The Daily Dot đã cho Đạo diễn trần trụi 31⁄2 trên 5 sao. Ông cũng khen ngợi chương trình đã khiến người xem đắm chìm trong văn hóa Nhật Bản với màn trình diễn của Yamada và cách diễn đạt câu chuyện hài hước đầy cảm xúc. Tuy nhiên, ông lại chỉ trích một số diễn viên phụ vì đã không thể cân bằng được giữa sự nghiêm túc và hài hước. John Serba của Decider thì gọi tập đầu tiên của loạt phim là "hài hước và đầy màu sắc" cũng như Yamada là một vai chính xuất sắc cùng dàn diễn viên phụ "hầu hết truyền cảm hứng cho người xem" và đồng thời đề xuất chương trình. Cả Serba và Gallagher đều so sánh Đạo diễn trần trụi với Californication.

## Tranh cãi
Đạo diễn trần trụi đã nhận về nhiều sự chỉ trích vì miêu tả Kaoru Kuroki dưới nghệ danh thật mà không có bất cứ một sự cho phép nào. Kuroki trước đó đã từng kiện thành công nhà xuất bản bộ truyện gốc vì vi phạm quyền riêng tư. Netflix sau đó đã tuyên bố rằng cả Kuroki và Muranishi đều không tham gia vào quá trình sản xuất và bộ truyện chỉ là sự chuyển thể từ cuốn sách của Motohashi.
Masae Ido của Gendai Business đã chỉ trích loạt phim khi mô tả Muranishi như một người thích giải phóng tình dục và hay đánh giá ngoại hình phụ nữ bất chấp những ý kiến chủ quan của mình, chẳng hạn như nhân vật đã viết một dòng tweet nói rằng "Các nữ luật sư dẫn đầu phong trào nữ quyền về vấn đề ngoại hình, khiêu dâm, cưỡng bức đều trông thật kém cuốn hút". Iku Okada của Newsweek Japan cũng nhận thấy các thông điệp loạt phim này là "tôn vinh ngành công nghiệp tình dục trong thời kỳ mà việc bóc lột bất công là phổ biến".